# Jelovskij
Jelovskij (ryska Еловский) är en sköldvulkan på Kamtjatkahalvön i Ryssland. Jelovskij finns vid Sredinny-bergens östra sida. Dess senaste utbrott skedde 7 550 f. Kr. 
Vulkanen är 1 381 meter över havet.